# UEFA-Champions-League-Finale 2013
Das UEFA-Champions-League-Finale 2013 war die Endspiel-Begegnung der Champions-League-Saison 2012/13, die zwischen den deutschen Fußballvereinen Borussia Dortmund und FC Bayern München am 25. Mai 2013 um 20:45 Uhr (MESZ) im Wembley-Stadion in London ausgetragen wurde. Dabei trafen erstmals zwei deutsche Mannschaften in einem Finale des höchsten europäischen Fußballwettbewerbs aufeinander. Mit einem 2:1-Sieg gewann Bayern München den bedeutendsten europäischen Vereinstitel und qualifizierte sich so automatisch für die Klub-Weltmeisterschaft 2013 und für den Super Cup 2013. Es war der erste internationale Titelgewinn einer deutschen Herrenmannschaft seit dem Champions-League-Gewinn des FC Bayern in der Saison 2000/01. Dies bedeutete den insgesamt siebten deutschen Titelgewinn in diesem Wettbewerb bzw. im Europapokal der Landesmeister sowie den fünften für die Münchner.

## Geschichte

### Stadionwahl

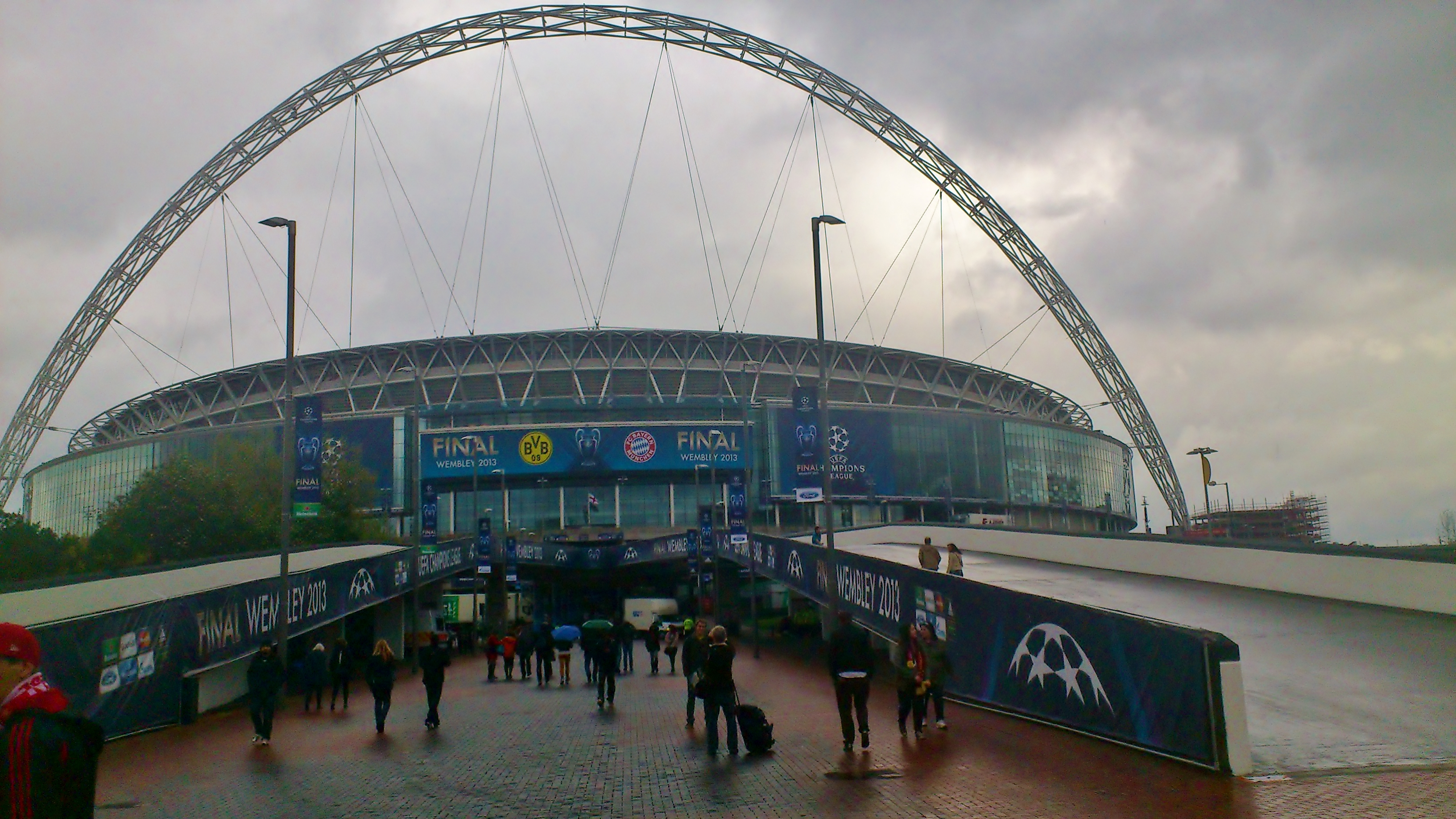
Das Wembley-Stadion vor dem Finaltag.

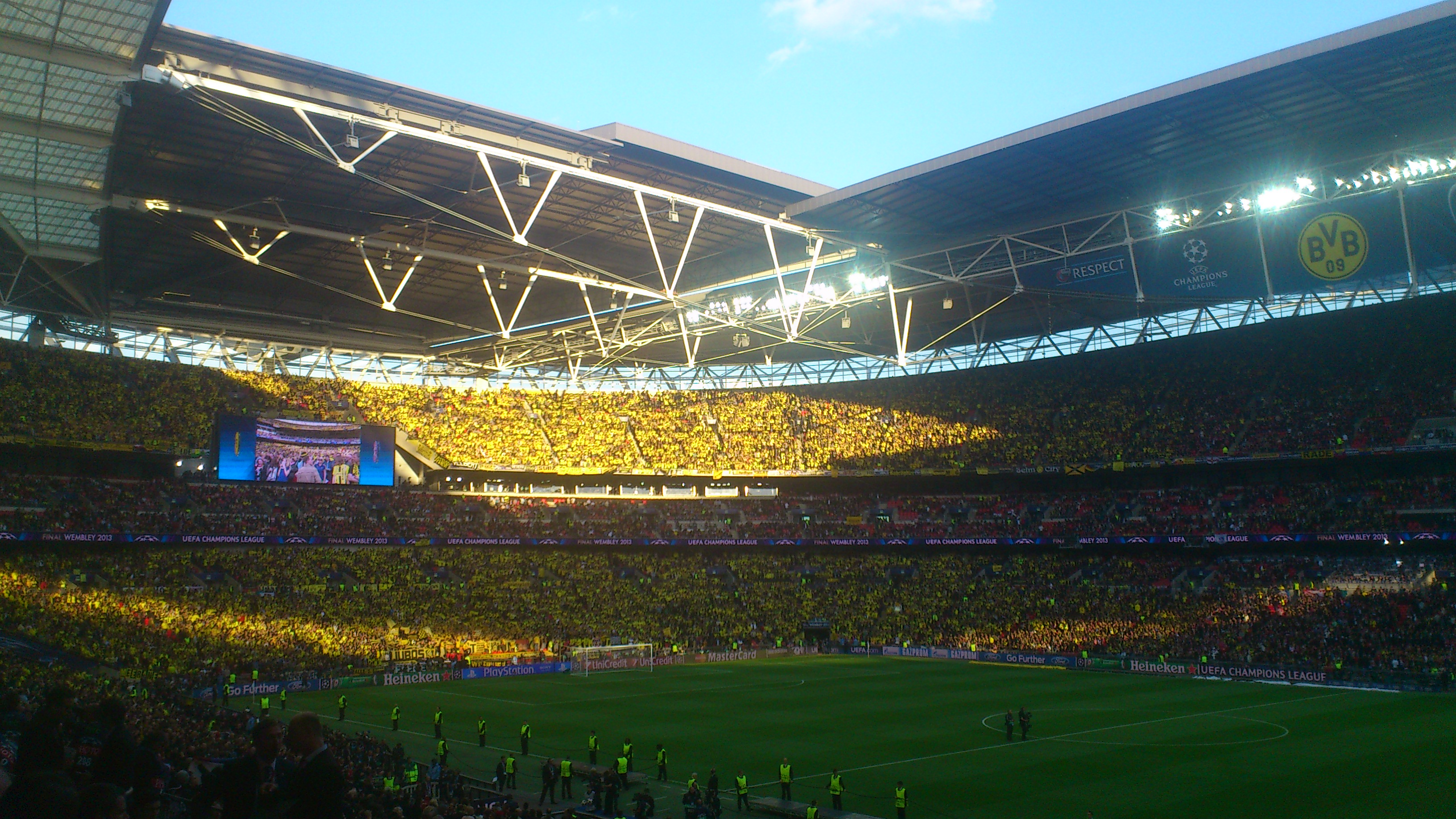
Die Fankurve des BVB.

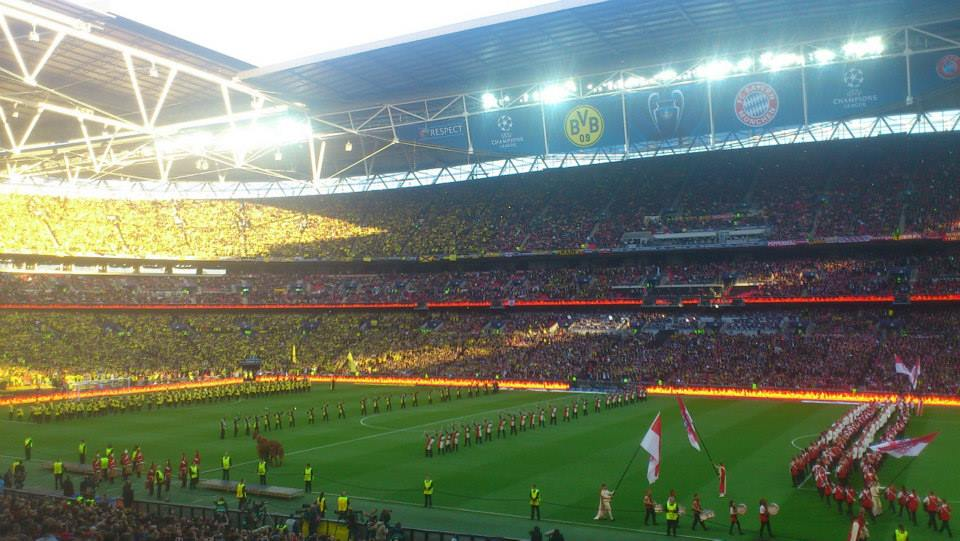
Kurz vor Spielbeginn

Am 16. Juni 2011, nicht einmal einen Monat nach dem Finale der Champions-League-Saison 2010/11, das ebenfalls im Wembley-Stadion ausgetragen wurde, traf das UEFA-Exekutivkomitee in Nyon die Entscheidung, das Finale der Champions-League-Saison 2012/13 ebenfalls im Wembley auszutragen. Somit wurde zum ersten Mal in der Champions-League-Geschichte das Finale innerhalb von drei Jahren zweimal im selben Stadion abgehalten. Nach Angaben des UEFA-Präsidenten Michel Platini fiel die Entscheidung zu Ehren der Football Association, die 1863 als weltweit erster Fußballverband gegründet wurde und damit 2013 den 150. Geburtstag feierte. Mit nun sieben Ausrichtungen des Finalspiels der Champions League bzw. deren Vorgängerwettbewerb Europapokal der Landesmeister ist das Wembley-Stadion die Arena, in der das Endspiel des Wettbewerbs am häufigsten ausgetragen wurde.

### Mannschaften
Borussia Dortmund als Meister und der FC Bayern München als Zweitplatzierter der Bundesligasaison 2011/12 waren für die Champions-League direkt qualifiziert. Dortmund setzte sich in der Gruppe D, die von den Medien oftmals auch als „Todesgruppe“ tituliert wurde, gegen Real Madrid, Ajax Amsterdam und Manchester City, die in der Vorsaison in ihren jeweiligen Landesligen die Meisterschaft gewannen, ohne Niederlage als Erstplatzierter durch. Im Achtelfinale bezwang Borussia Dortmund den ukrainischen Meister Schachtar Donezk, nachdem der Verein in Donezk 2:2 spielte und in Dortmund 3:0 siegte. Das Viertelfinale bestritt die Mannschaft von Jürgen Klopp gegen den spanischen Verein FC Málaga und konnte auswärts trotz Dominanz nur 0:0 spielen. In Dortmund bezwang die Borussia den FC Málaga mit 3:2, wobei sie bis zur 90. Spielminute mit 1:2 zurücklag; das späte Siegtor fiel jedoch (wie zuvor das zweite Tor der Gäste) nach einer Abseitsstellung. Im Halbfinale wurde der deutsche Verein erneut Real Madrid, dem Zweiten aus der Gruppe D, zugelost. Durch einen 4:1-Kantersieg im Hinspiel, bei dem Robert Lewandowski alle Tore für Dortmund erzielte, gewann die Borussia in der Champions-League-Saison jedes Heimspiel. Mit dem Ergebnis konnte sich Dortmund außerdem die 0:2-Niederlage vom 30. April 2013 in Madrid leisten, um ins Finale einzuziehen.
Der FC Bayern München erreichte zum dritten Mal innerhalb von vier Jahren und das zweite Mal in Folge ein Champions-League-Finale. Die vorherigen Begegnungen gingen jeweils gegen Inter Mailand (2010) und den FC Chelsea (2012) verloren. Die Gruppenphase beendete die Mannschaft von Jupp Heynckes auf dem ersten Platz vor den Konkurrenten FC Valencia, BATE Baryssau und OSC Lille. Dabei war die Mannschaft zum Schluss punktgleich mit dem FC Valencia; der FC Bayern wurde jedoch durch den direkten Vergleich (2:1 und 1:1) Gruppensieger. Eine 1:3-Niederlage musste der Verein allerdings am zweiten Spieltag gegen BATE in Minsk erfahren. Im Achtelfinale wurden die Münchner dem FC Arsenal zugelost und kamen durch die Auswärtstorregel nach einem 3:1-Sieg in London und einer 0:2-Niederlage in München ins Viertelfinale. Dieses gewann der FC Bayern gegen den bis dahin in der Champions-League-Saison unbesiegten Juventus Turin mit zwei 2:0-Siegen. Im Halbfinale traf der FC Bayern auf den FC Barcelona und besiegte den katalanischen Verein zu Hause mit 4:0, das Rückspiel wurde mit 3:0 gewonnen. Einen Tag nach dem Einzug des BVB in das Endspiel stand mit der Qualifikation des FC Bayern für das Endspiel auch fest, dass zum ersten Mal seit dem Champions-League-Gewinn 2001 durch den FC Bayern wieder eine deutsche Mannschaft einen Europapokalwettbewerb gewinnen wird.
In der Liga wurde Borussia Dortmund zuvor zweimal in Folge Deutscher Meister, wobei sie in der Saison 2011/12 mit 81 Punkten einen neuen Punkterekord aufstellten. 2012 besiegten sie außerdem den damaligen Vize-Meister FC Bayern München im DFB-Pokal-Finale mit 5:2, sodass die Münchner in der Meisterschaft, in der Champions League sowie im DFB-Pokal jeweils Zweiter wurden. In der Saison 2012/13 wurde der FC Bayern bereits nach dem 28. Spieltag, so früh wie noch keine Mannschaft zuvor in der Bundesliga, mit 75 Punkten vorzeitig Deutscher Meister und stellte mit 91 Punkten am 34. Spieltag einen neuen Punkterekord in der Bundesligageschichte auf. Borussia Dortmund als Zweitplatzierter qualifizierte sich ebenfalls für die Champions-League-Saison 2013/14. Die Bundesligaspiele zwischen München und Dortmund endeten jeweils 1:1. Im DFB-Pokal derselben Saison wurden beide Teams im Viertelfinale einander zugelost. Bayern München siegte im eigenen Stadion mit 1:0.

## Spielverlauf

### Erste Halbzeit
Dortmund begann mit druckvollem Pressing und erreichte bereits in der dritten Minute den ersten Eckball nach einem Volleyschuss von Lewandowski. In der Folge gelang es Klopps Mannschaft, den Spielaufbau der Bayern früh zu stören und sie nur selten in die Nähe des eigenen Strafraums kommen zu lassen. Nach zehn Minuten setzte Błaszczykowski einen Schuss neben und über das Tor, in der 14. Minute musste Neuer einen Weitschuss von Lewandowski über die Latte lenken. Nur eine Minute später rettete Neuer gegen Błaszczykowski, der nach einer Hereingabe aus acht Metern direkt abschloss. In der 19. Minute konnte Neuer einen Schuss von Reus zur bereits fünften Ecke für den BVB klären. Drei Minuten später war es dann Bender, dessen verdeckter 10-Meter-Schuss von Neuer gehalten werden konnte.
Nach 27 Minuten konnten sich die Münchner so weit aus der schwarzgelben Umklammerung lösen, dass sie zur ersten Torchance kamen: Ribéry kam links durch und flankte auf Mandžukić, der aus sieben Meter gegen Bender zum Kopfball kam. Weidenfeller lenkte den Ball an die Oberkante der Latte zum ersten Eckball der Bayern. Martinez kam heran, köpfte aber knapp über das Tor. Zwei Minuten später sah Dante die erste Gelbe Karte der Begegnung wegen eines Fouls an Reus. Die Bayern kamen nun häufiger in die Dortmunder Hälfte und in der 30. Minute tauchte Robben völlig frei im Strafraum des BVB auf, traf jedoch den herauslaufenden Weidenfeller am Kopf.
Einen Freistoß in der 34. Minute schoss Schweinsteiger weit über das Tor. Kurz darauf konnte Lewandowski Dante an der rechten Strafraumseite überlaufen und kam aus zehn Metern Entfernung zum Schuss, doch Neuer hatte den Winkel verkürzt und sicherte das 0:0. In der 37. kam Robben auf der rechten Seite durch, Subotic klärte zur Ecke und die Hereingabe köpfte Müller deutlich neben das Tor. Fünf Minuten später war es wieder an den Dortmundern in der Person von Reus, der es aus spitzem Winkel versuchte. Im Gegenzug gelang es Hummels nicht, einen langen Pass auf Robben abzufangen; der konnte allein aufs Tor zusteuern und schoss den Ball jedoch nicht an Weidenfeller vorbei, sondern erneut an dessen Kopf.

### Zweite Halbzeit
Auch die zweite Halbzeit begann der BVB aggressiv und eine Minute nach Wiederanpfiff klärte Dante vor Błaszczykowski nach einer Hereingabe von Lewandowski. Bayern hatte erneut Mühe, in der Anfangsphase ein geordnetes Spiel aufzubauen, konnte aber nach etwa zehn Minuten mehr Raum gewinnen, da die Dortmunder sich etwas zurückzogen. So kamen sie in der 58. Minute zu einer Ecke, die durch Martinez auf Mandžukić weitergeleitet wurde. Der bekam jedoch nicht genug Druck hinter den Kopfball und Weidenfeller konnte parieren. Zwei Minuten später konnte Ribéry, der durch Błaszczykowskis Laufarbeit bisher ziemlich wenig in Erscheinung getreten war, am linken Strafraumeck den Ball an drei Abwehrspielern vorbei zu Robben durchstecken. Der ging durch bis zur Grundlinie und passte an Weidenfeller vorbei in die Mitte. Die Verteidiger, die sich zuvor um Ribéry gekümmert hatten, fehlten in der Mitte und Mandžukić konnte unbedrängt zum 1:0 einschieben. Zwei Minuten später tauchte Mandžukić nach einem weiten Pass von Alaba erneut vor Weidenfeller auf, konnte ihn aber aus spitzem Winkel nicht bezwingen.
In dieser Phase aufkommender Dominanz der Münchner trat Dante in der 67. Minute in Reus’ Bauch, als dieser einen langen Ball erreichen wollte. Da sich diese Szene im Strafraum abspielte, pfiff Rizzoli Elfmeter, zeigte Dante aber keine zweite Gelbe Karte. Gündoğan trat an und schoss platziert, Neuer suchte sich die falsche Ecke aus. Nach dem 1:1 war das Spiel gekennzeichnet durch Versuche, nach Ballgewinn schnell vor das Tor des Gegners und zum Erfolg zu kommen, so wie Hummels nach Vorarbeit von Błaszczykowski, doch der Schuss ging weit über das Tor. Näher am Führungstreffer waren die Bayern zwei Minuten später, als Müller auf der rechten Seite Weidenfeller überwand, aus spitzem Winkel flach Richtung Tor schoss und Subotic in letzter Sekunde vor dem einschussbereiten Robben den Ball unmittelbar vor der Torlinie wegschlagen konnte. Kurz darauf lenkte Weidenfeller einen 20-Meter-Schuss von Alaba um den Pfosten. In der 77. Minute lieferte sich Müller ein hakeliges Laufduell mit Subotic in den Strafraum und passte den Ball nach rechts zu Mandžukić. Dessen Schuss ging ans Außennetz.
Die Dortmunder kamen nun kaum noch vor das Tor der Bayern, offenbarten aber immer mehr Anfälligkeiten bei Münchner Angriffen. Einen Schuss von Schweinsteiger in der 87. Minute konnte Weidenfeller erneut zur Ecke abwehren. In der 89. Minute kam ein von Boateng am Mittelkreis weit ausgeführter Freistoß zentral an den Dortmunder Strafraum, Ribéry setzte sich gegen Piszczek durch und spielte den Ball rückwärts mit der Sohle in den Lauf von Robben. Der umkurvte Hummels und überwand Weidenfeller, indem er den Ball quer zu seiner und Weidenfellers Laufrichtung zum 2:1 ins lange Eck rollen ließ. Zwei Minuten später, bereits in der dreiminütigen Nachspielzeit, kamen Sahin und Schieber für Błaszczykowski und Bender, doch Schiebers harmlosen 15-Meter-Schuss kurz darauf parierte Neuer mühelos. Luiz Gustavo kam für Ribéry, Mandžukić wurde durch Gomez ersetzt und auch der letzte Vorstoß des BVB verpuffte.

## Spieldaten
| Borussia Dortmund                                            | Borussia Dortmund | FC Bayern München | FC Bayern München | Aufstellung                                           |
| ------------------------------------------------------------ | --- | --- | ----------------- | ----------------------------------------------------- |
| Borussia Dortmund                                            | \| 25. Mai 2013 um 20:45 Uhr (MESZ) in London (Wembley-Stadion) \| \| Ergebnis: 1:2 (0:0) \| \| Zuschauer: 86.298 (ausverkauft) \| \| Schiedsrichter: Nicola Rizzoli ( Italien) 1 \|                                                                               | \| 25. Mai 2013 um 20:45 Uhr (MESZ) in London (Wembley-Stadion) \| \| Ergebnis: 1:2 (0:0) \| \| Zuschauer: 86.298 (ausverkauft) \| \| Schiedsrichter: Nicola Rizzoli ( Italien) 1 \|                                                          | FC Bayern München | Aufstellung Borussia Dortmund gegen FC Bayern München |
| Borussia Dortmund                                            | Roman Weidenfeller – Łukasz Piszczek, Neven Subotić, Mats Hummels, Marcel Schmelzer – Sven Bender (90.+1' Nuri Şahin), İlkay Gündoğan – Jakub Błaszczykowski (90.+1' Julian Schieber), Marco Reus, Kevin Großkreutz – Robert Lewandowski Cheftrainer: Jürgen Klopp | Manuel Neuer – Philipp Lahm , Jérôme Boateng, Dante, David Alaba – Javi Martínez, Bastian Schweinsteiger – Arjen Robben, Thomas Müller, Franck Ribéry (90.+1' Luiz Gustavo) – Mario Mandžukić (90.+4' Mario Gómez) Cheftrainer: Jupp Heynckes | FC Bayern München | Aufstellung Borussia Dortmund gegen FC Bayern München |
| Borussia Dortmund                                            | 1:1 İlkay Gündoğan (68., Foulelfmeter) | 0:1 Mario Mandžukić (60.) 1:2 Arjen Robben (89.) | FC Bayern München | Aufstellung Borussia Dortmund gegen FC Bayern München |
| Borussia Dortmund                                            | Kevin Großkreutz (73.) | Dante (29.), Franck Ribéry (73.) | FC Bayern München | Aufstellung Borussia Dortmund gegen FC Bayern München |
| Borussia Dortmund                                            | Spieler des Spiels: Arjen Robben (FC Bayern München) | | FC Bayern München | Aufstellung Borussia Dortmund gegen FC Bayern München |
| 25. Mai 2013 um 20:45 Uhr (MESZ) in London (Wembley-Stadion) | | |                   |                                                       |
| Ergebnis: 1:2 (0:0)                                          | | |                   |                                                       |
| Zuschauer: 86.298 (ausverkauft)                              | | |                   |                                                       |
| Schiedsrichter: Nicola Rizzoli ( Italien) 1                  | | |                   |                                                       |

## Einschaltquoten
Die Übertragung des Endspiels am 25. Mai 2013 wurde in Deutschland insgesamt von 21,61 Millionen Zuschauern gesehen und erreichte einen Marktanteil von 61,9 % für das ZDF; in der Gruppe der 14- bis 49-jährigen Zuschauer konnten 8,51 Millionen Zuschauer und ein Marktanteil von 62,5 % erreicht werden. Damit stellte das ZDF den Rekord für die höchste Zuschauerzahl eines Champions-League-Spiels in Deutschland auf.
Weltweit haben über 360 Millionen Menschen das Spiel verfolgt.